# Dirigeable Nobile de classe N
Pour les articles homonymes, voir Nobile.
Un dirigeable Nobile de classe N est un dirigeable semi-rigide à hydrogène conçu par l'ingénieur italien Umberto Nobile et produit par la société Stabilimento Construzioni Aeronautiche (SCA). Quatre exemplaires ont été construits entre 1926 et 1928, tandis que le cinquième est resté à l'état de projet.
Le Nobile N1 (Norge) est le premier à avoir survolé le pôle Nord, le 12 mai 1926. Le N2 ne fit pas parler de lui. Le N3 (Airship naval no 6) disparut dans un typhon quelques mois après sa livraison au Japon en 1927. Le N4 (Italia) fut détruit le 25 mai 1928 dans un accident lors d'une nouvelle exploration du pôle Nord, entraînant la mort de la moitié de l'équipage. Le N5 ne vit jamais le jour en raison des accidents précédents qui poussèrent Nobile à quitter l'Italie pour l'URSS.

## Dirigeable Nobile N1
Le Norge est considéré par beaucoup comme étant le premier à avoir survolé le pôle Nord, le 12 mai 1926.

## Dirigeable Nobile N2
Le Nobile N2 était un dirigeable militaire semi-rigide italien de classe N conçu et produit par Umberto Nobile, ingénieur aéronautique italien et ayant obtenu le grade de général dans l'Aeronautica Militare, l'armée de l'air italienne.
Quasiment aucune archive sur ce dirigeable n'a été retrouvée mais, on sait que ce dirigeable a été construit dans les ateliers de la ville d'Augusta, en Sicile et que son enveloppe contenait 7 000 m3 d'hydrogène[réf. nécessaire].

## Dirigeable Nobile N3
Le Nobile N3 était un dirigeable conçu et produit par Umberto Nobile. Il a été vendu au Japon et immatriculé sous la référence « Airship naval no 6 ». Après avoir réalisé le trajet entre l'Italie et le Japon, son premier vol sous la bannière japonaise eut lieu le 6 avril 1927. Il a été perdu en 1927 après avoir rencontré un typhon dans le Pacifique. 
La société japonaise Fujikura a construit le dirigeable semi-rigide no 8 pour la marine japonaise pour remplacer le Nobile N3, en reprenant les plans et la conception du dirigeable italien. Ce dirigeable a établi un record pour un vol d'endurance de 60 heures et 1 minute, le 17 juillet 1931. Ce record a été battu quelques années plus tard par le URSS W6 OSOAVIAKHIM soviétique conçu et fabriqué par Umberto Nobile en 1934.

## Dirigeable Nobile N4
Le Nobile N4, connu sous le nom Italia, servit en 1928 à une exploration du pôle Nord par Umberto Nobile. Le 25 mai 1928, un accident se produit au dessus de la glace, entraînant la mort ou la disparition de la moitié des seize membres de l'équipage.

## Dirigeable Nobile N5
Le Nobile N5 était un dirigeable conçu par Umberto Nobile entre 1927 et 1928. Ce projet visait à de construire un appareil de grandes dimensions à forte capacité de transport. Le volume du gaz dans le ballon devait atteindre les 55 000 m3. Après l'accident du Nobile N4 Italia, les études ont été ralenties puis, lorsque Umberto Nobile a été appelé par l'Union soviétique pour la conception de dirigeables géants, le projet a été stoppé.